# スプリヤディ
スプリヤディ (Supriyadi、旧式表記 Soeprijadi、1923年4月13日 - 1945年2月14日行方不明）は、インドネシアを占領していた日本帝国に対する反乱蜂起の主導者であり、インドネシア国家英雄である。

## 生い立ち

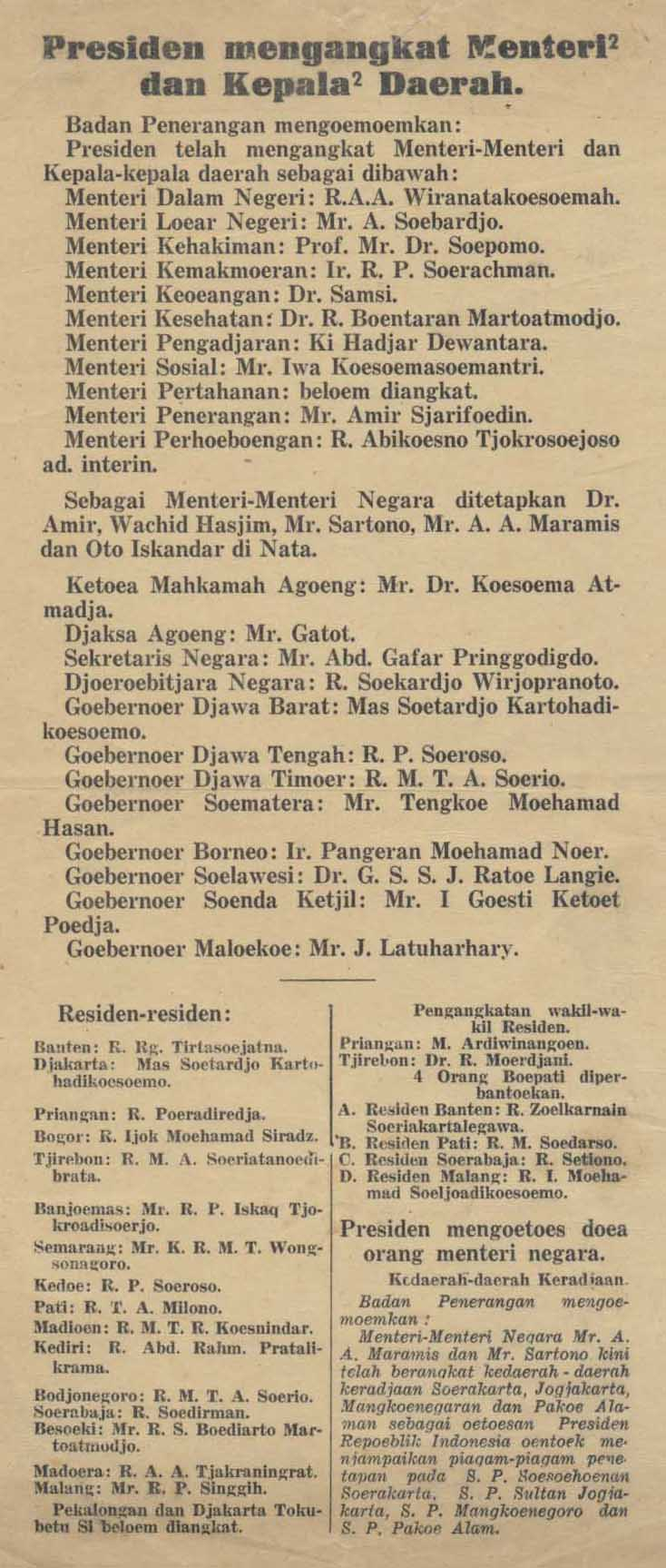
この1945年の新聞報道では、国防大臣（ "Menteri Pertahanan" ）は "まだ任命されていない"（ "beloem diangkat" ）としてリストされている。これはスプリヤディの存否が不明であることによる。

スプリヤディはオランダ領東インドのトレンガレック（Trenggalek) に、1923年4月13日に生まれた。彼は中学の後、政府の吏員になるべくマゲランの学校に通った。 しかし、卒業する前に日本帝国がインドネシアに侵攻した。 スプリヤディは高校に転校し、西ジャワのタンゲラン（Tangerang）で、日本軍の設置した青年道場の訓練を受けた。

## PETA（ジャワ防衛義勇軍）への参加
1943年10月に、日本軍は連合国に対峙する兵力の補完として、インドネシア人による軍事組織 PETA（インドネシア語: Pembela Tanah Air の略。郷土防衛義勇軍の意味だが、日本語正式名称はジャワ防衛義勇軍）を設置した。スプリヤディはPETAに入隊し、訓練の後、東ジャワのブリタル (Blitar) に配属された。
彼はロームシャ（労務者：強制労働者）を監督する任務を負っていたが、ロームシャの窮状は日本に対する反乱の動機となった。スプリヤディはPETA入隊時、小団長 (Shodancho) の位を与えられた。

## ブリタル蜂起
民族主義の指導者スカルノがブリタルの両親を訪問した時、PETAの将校達はスカルノに反乱を計画し始めた事を告げ、スカルノの意見を求めた。スカルノは将校達に、反乱の結末を考慮するように言った。しかし反乱のリーダーであるスプリヤディは蜂起が成功すると確信していた。
1945年2月14日未明、蜂起部隊は日本軍を攻撃し、重傷者を出した。 しかし、日本軍は蜂起部隊を鎮圧し、首謀者たちを裁判にかけた。6人（または8人 ）が死刑を宣告され、残りは3年から終身の禁固刑となった。しかし、スプリヤディは脱出し、日本軍から逃亡し切ったと言われている。　反乱失敗の後、スプリヤディが再び現れる事はなかった。

## 行方不明
1945年8月19日、独立を宣言したばかりのインドネシア政府の政令により、スプリヤディは大統領内閣（スカルノ大統領自身が首相）の人民治安大臣に任命された。 しかし、彼は姿を現すことはなく、10月20日、代理大臣ムハンマド・スルヨアディクスマ (Muhammand Soeljoadikusuma) に交代された。 今日まで彼の運命は不明のままである。 もしスプリヤディが大臣任命の時に生きていたなら、彼は22歳で、国の歴史の中で史上最年少の大臣になっていたことになる。
スプリヤディは1975年8月9日、正式にインドネシア国家英雄と宣言された。これは死後追贈の称号であるため、公的にその死が宣告されたことになる。

## 書誌
- Mutiara Sumber Widya（出版社）（1999） Album Pahlawan Bangsa（国家英雄のアルバム） 、ジャカルタ
- MC Ricklefs （1982）、A History of modern Indonesia, Macmillan Southeast Asian reprint, ISBN 0-333-24380-3
- Simanjuntak、PHH（2003） Kabinet-Kabinet Republik Indonesia: Dari Awal Kemerdekaan Sampai Reformasi（インドネシア共和国の閣僚：独立開始から改革時代へ 、Penerbit Djambatan、ジャカルタ、 ISBN 979-428-499-8
- Sudarmanto、YB（1996） Jejak-Jejak Pahlawan dari Sultan Agung hingga Syekh Yusuf（Sultan AgungからSyekh Yusufまでの英雄の足跡 ）, Penerbit Grasindo, ジャカルタ ISBN 979-553-111-5
- Mr.Soediharjo（1970）、 Riwajat Pahlawan Indonesia（インドネシア英雄伝記） 、メダン
- Cribb、Robert（2008）、Gangsters and Revolutionaries; The Jakarta People's Militia and the Indonesian Revolution （ギャングと革命家：ジャカルタ民兵とインドネシア革命、1945 - 1949年 、Equinox